# Telescopio dobsoniano
Il telescopio dobsoniano (talvolta detto semplicemente dobson) è un tipo di particolare costruzione meccanica per telescopio, reso popolare da John Dobson.

## Caratteristiche ed uso

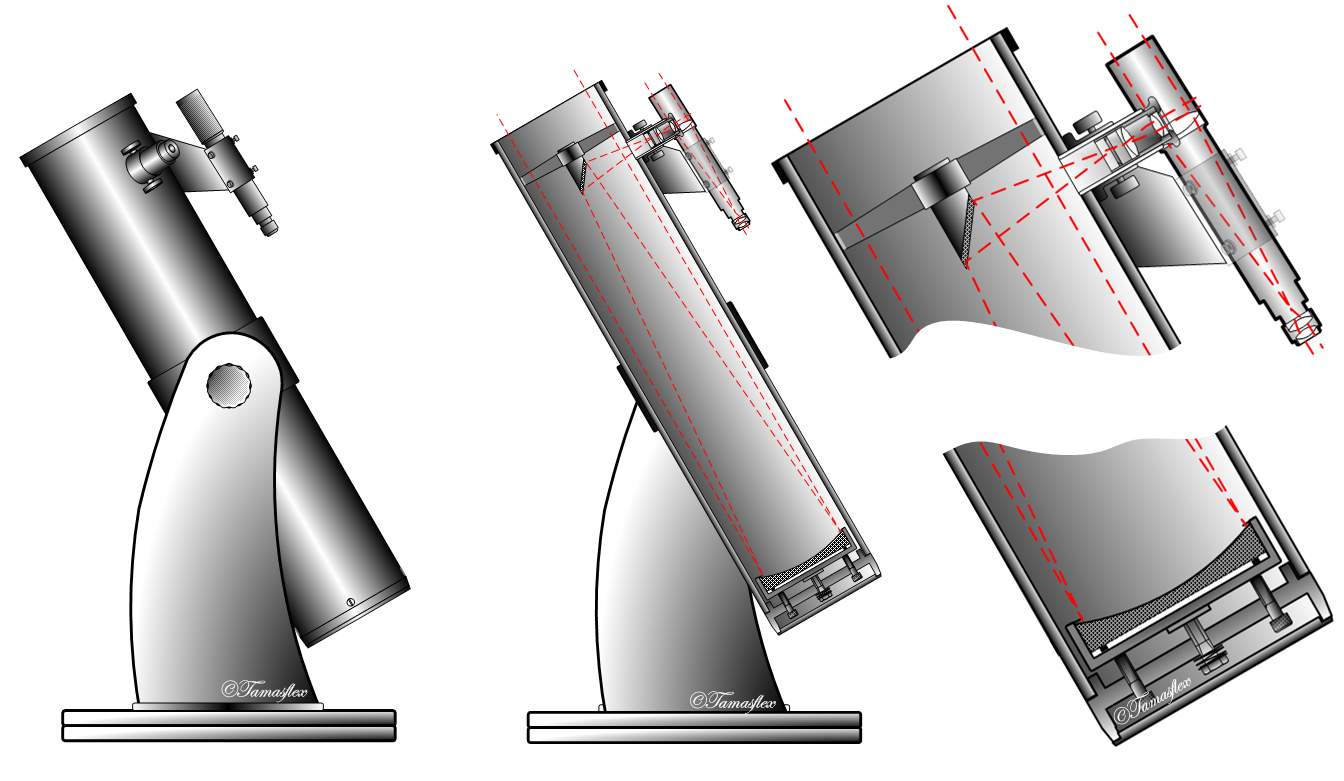
Telescopio dobsoniano.

È caratterizzato da un'estrema semplicità costruttiva ed elevate tolleranze nella lavorazione, che permettono di realizzare strumenti di grande apertura ad un costo ridotto. Questi telescopi hanno una montatura altazimutale, realizzata con una semplice forcella su una base girevole, sulla quale viene installato un tubo ottico newtoniano.
Il dobson, grazie alla sua semplicità, è molto in voga fra gli autocostruttori ed è anche molto facile da usare, rendendolo adatto ai principianti. Pur essendo autocostruibili, alcune ditte hanno aggiunto modelli dobsoniani ai loro cataloghi. A causa del notevole diametro dell'obiettivo è particolarmente adatto per l'osservazione di oggetti celesti poco luminosi. Tuttavia, per la mancanza della montatura di tipo equatoriale rende difficile effettuare astrofotografia.
I due principali tipi di telescopio dobsoniano sono a tubo o a traliccio. Nel primo si ha un tubo ottico con schema newton e la possibilità, a volte, di installare la forcella al quale è solidale in una montatura equatoriale. Nel secondo i vari componenti ottici sono tenuti insieme da alcuni tralicci, eventualmente smontabili per facilitare il trasporto. Ciò rende impossibile l'eventuale posizionamento dell'ottica su una montatura equatoriale.
Questo tipo di telescopio è solitamente mosso a mano, ma alcuni autocostruttori già alla fine degli anni 1990 motorizzarono i loro telescopi mentre oggi alcuni produttori forniscono configurazioni dotate di puntamento automatico e anche di inseguimento motorizzato, in particolare i primi ad essere dotati di tale caratteristiica sono i dobson della serie "SynScan" prodotti dalla Sky-Watcher.
Il più grande telescopio dobsoniano costruito è stato realizzato da Dan Bakken nel 1996 ed ha un'apertura di 1,05 metri.

## Galleria d'immagini

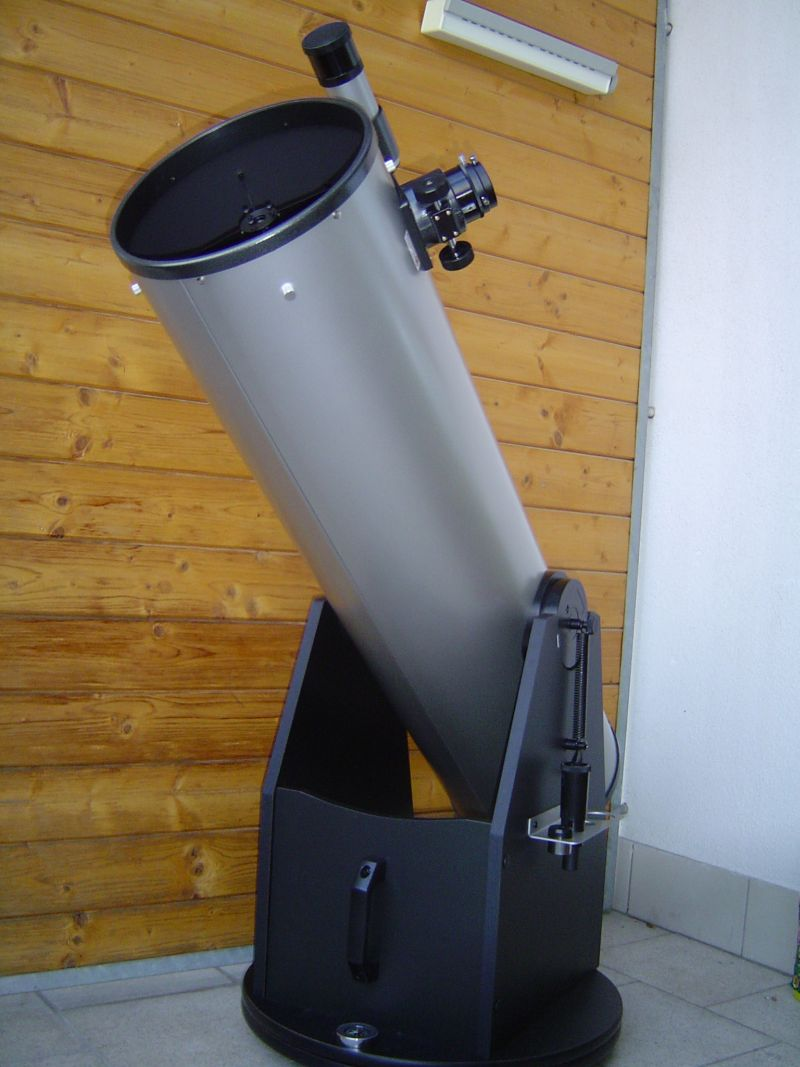
Un dobson commerciale da 10" (25 cm)
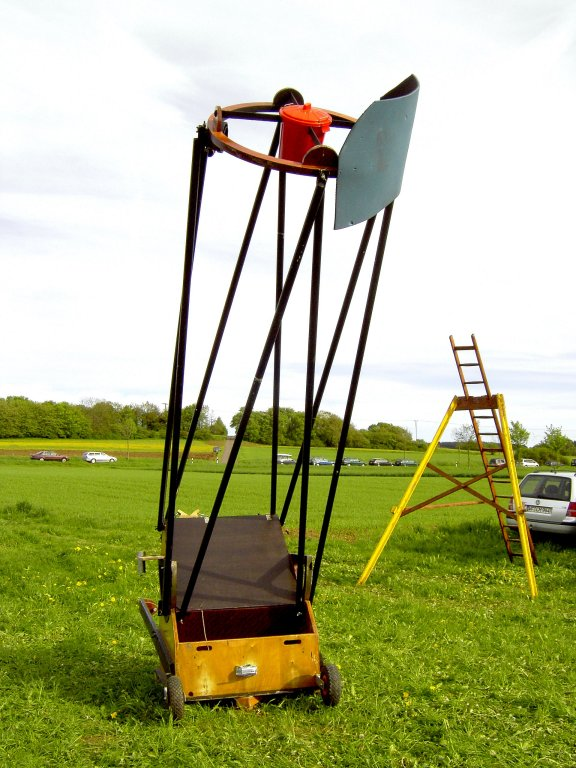
Un dobson da 30" (76 cm)
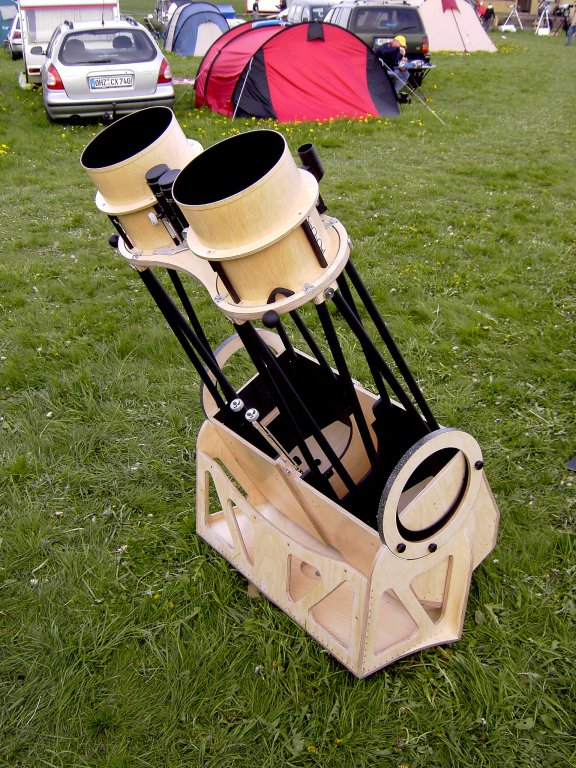
Un binodobson
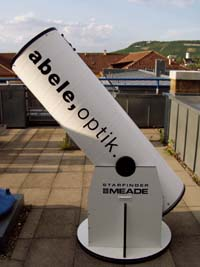
Dobson prodotto dalla Meade Instruments Corporation
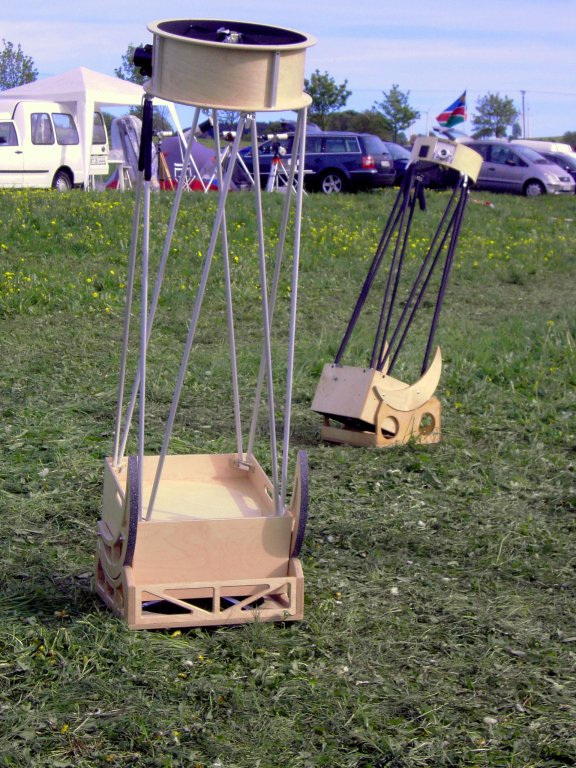
Due dobson truss
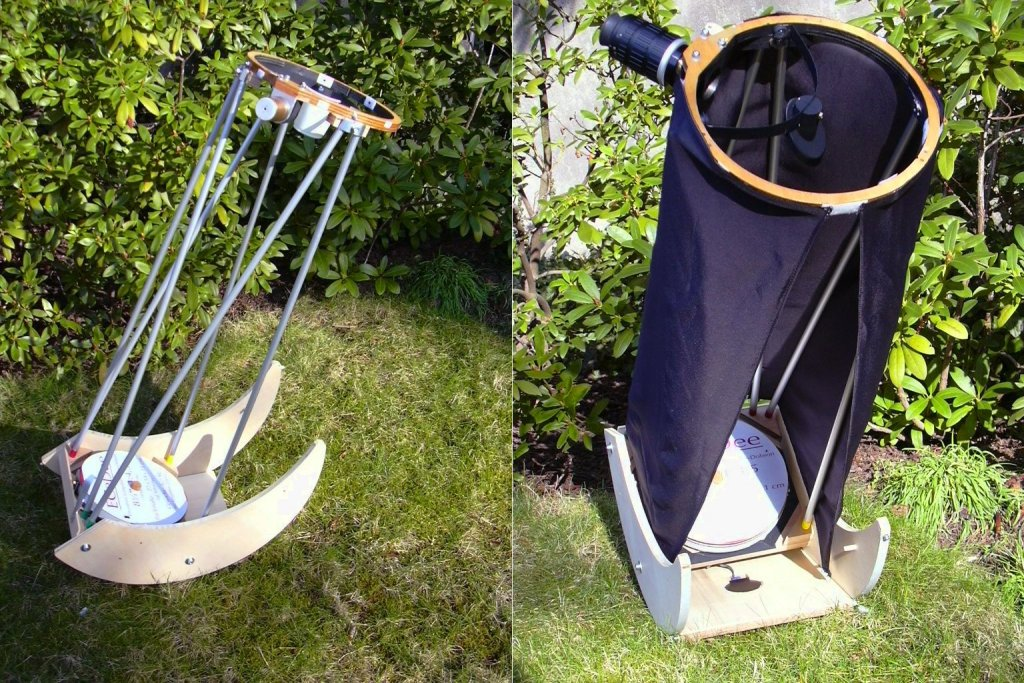
Un dobson autocostruito
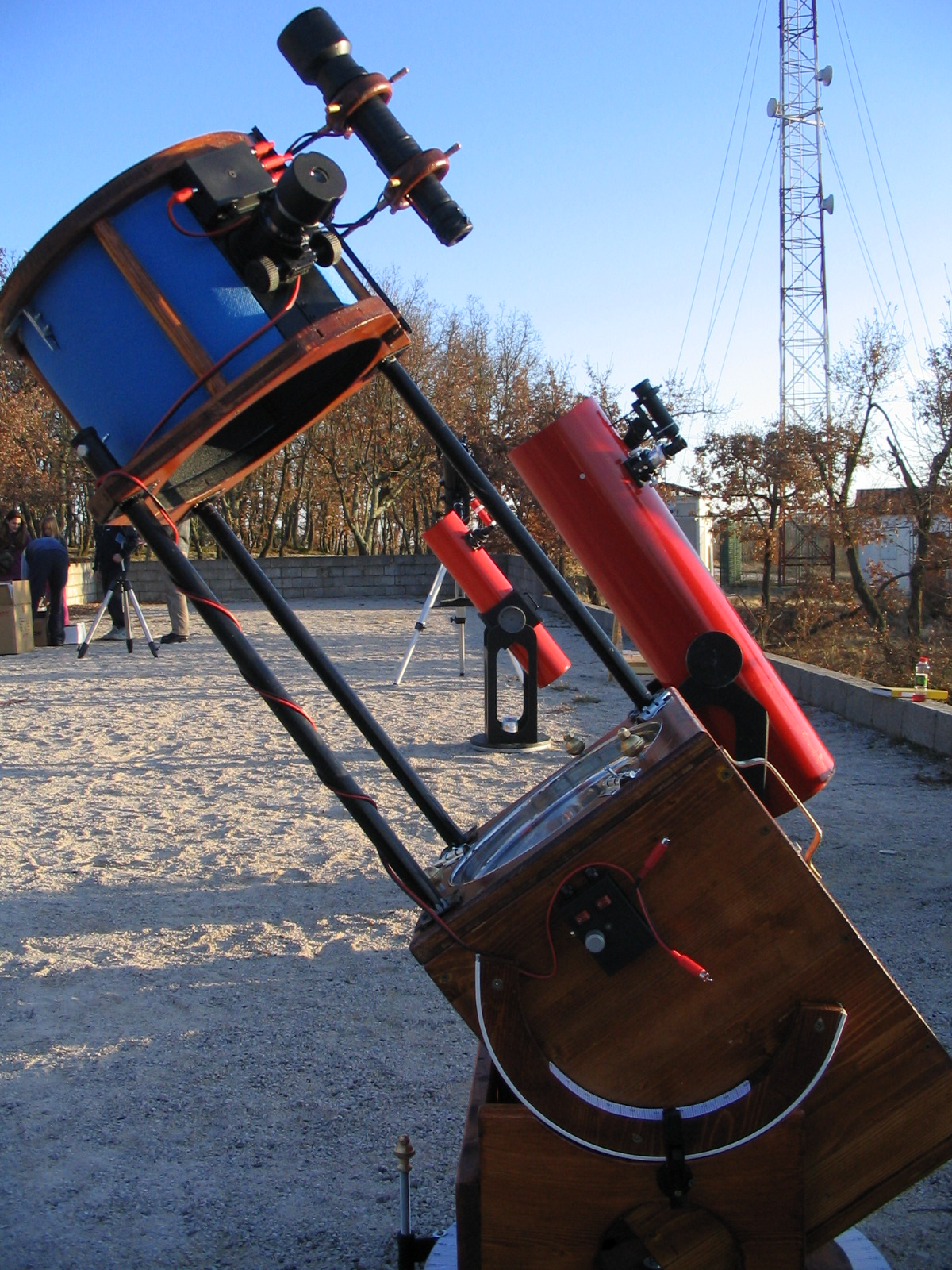
Altro dobson autocostruito